# Wurmbea monopetala
Wurmbea monopetala är en tidlöseväxtart som först beskrevs av Carl von Linné d.y., och fick sitt nu gällande namn av Rune Bertil Nordenstam. Wurmbea monopetala ingår i släktet Wurmbea och familjen tidlöseväxter. Inga underarter finns listade i Catalogue of Life.